# Riemanns zetafunktion
I matematikken er Riemanns zetafunktion, opkaldt efter Bernhard Riemann, en betydningsfuld funktion i talteorien, da den fortæller om fordelingen af primtal. Den har også anvendelser i andre områder, såsom fysik, sandsynlighedsteori og anvendt statistik.

## Definition
Riemanns zetafunktion ζ(s) er defineret for alle komplekse tal s med realdel > 1 ved Dirichletrækken:
{\displaystyle \zeta (s)=\sum _{n=1}^{\infty }{\frac {1}{n^{s}}}}
Denne uendelige række konvergerer på {\displaystyle \{s\in \mathbb {C} \mid \Re (s)>1\}} og definerer en analytisk funktion på området. Bernhard Riemann indså, at zetafunktionen med analytisk fortsættelse på entydig vis kan udvides til en meromorf funktion ζ(s) defineret for alle komplekse tal s med s ≠ 1. Det er denne funktion, der anvendes i Riemannhypotesen.

## Værdier ved heltalsværdier afx
De følgende er zetafunktionens værdier for enkelte små tal.
{\displaystyle \zeta (1)=1+{\frac {1}{2}}+{\frac {1}{3}}+\cdots =\infty }; dette er den harmoniske række.
{\displaystyle \zeta (2)=1+{\frac {1}{2^{2}}}+{\frac {1}{3^{2}}}+\cdots ={\frac {\pi ^{2}}{6}}}; demonstrationen af denne lighed er kendt som Baselproblemet.
{\displaystyle \zeta (3)=1+{\frac {1}{2^{3}}}+{\frac {1}{3^{3}}}+\cdots \approx 1.202\dots }; dette tal kaldes Apérys konstant.
{\displaystyle \zeta (4)=1+{\frac {1}{2^{4}}}+{\frac {1}{3^{4}}}+\cdots ={\frac {\pi ^{4}}{90}}}
{\displaystyle \zeta (5)=1+{\frac {1}{2^{5}}}+{\frac {1}{3^{5}}}+\cdots \approx 1.036\dots }
{\displaystyle \zeta (6)=1+{\frac {1}{2^{6}}}+{\frac {1}{3^{6}}}+\cdots ={\frac {\pi ^{6}}{945}}}
{\displaystyle \zeta (7)=1+{\frac {1}{2^{7}}}+{\frac {1}{3^{7}}}+\cdots \approx 1.0083\dots }
{\displaystyle \zeta (8)=1+{\frac {1}{2^{8}}}+{\frac {1}{3^{8}}}+\cdots ={\frac {\pi ^{8}}{9450}}}
{\displaystyle \zeta (9)=1+{\frac {1}{2^{9}}}+{\frac {1}{3^{9}}}+\cdots \approx 1.0020\dots }
{\displaystyle \zeta (10)=1+{\frac {1}{2^{10}}}+{\frac {1}{3^{10}}}+\cdots ={\frac {\pi ^{10}}{93555}}}
{\displaystyle \zeta (12)=1+{\frac {1}{2^{12}}}+{\frac {1}{3^{12}}}+\cdots ={\frac {691\pi ^{12}}{638512875}}}
{\displaystyle \zeta (14)=1+{\frac {1}{2^{14}}}+{\frac {1}{3^{14}}}+\cdots ={\frac {2\pi ^{14}}{18243225}}}
| Matematik | Spire Denne artikel om matematik er en spire som bør udbygges. Du er velkommen til at hjælpe Wikipedia ved at udvide den. |

- Wikimedia Commons har flere filer relateret til Riemanns zetafunktion